# 점류
집합론에서 점류(點類, 영어: pointclass)는 어떤 구체적 범주(예를 들어, 폴란드 공간들의 범주)의 각 대상에 대하여 그 부분 집합들의 집합족을 대응시키며, 특정 함수 아래의 원상에 대하여 닫혀 있는 구조이다.

## 정의
구체적 범주 {\displaystyle F\colon {\mathcal {C}}\to \operatorname {Set} }가 주어졌다고 하자. 집합과 함수의 범주 {\displaystyle \operatorname {Set} } 위에는 다음과 같은 멱집합 자기 함자가 존재한다.
{\displaystyle \operatorname {Pow} \colon \operatorname {Set} \to \operatorname {Set} ^{\operatorname {op} }}
{\displaystyle \operatorname {Pow} \colon X\mapsto \operatorname {Pow} (X)}
{\displaystyle \operatorname {Pow} \colon (f\colon X\to Y)\mapsto \left(f^{-1}\colon \operatorname {Pow} (Y)\to \operatorname {Pow} (X)\right)}
그렇다면, {\displaystyle \operatorname {Pow} \circ F}는 {\displaystyle {\mathcal {C}}} 위의 준층을 이룬다. {\displaystyle \operatorname {Pow} \circ F}의 부분 준층을 {\displaystyle ({\mathcal {C}},F)} 위의 점류라고 한다. 즉, 구체적으로 점류 {\displaystyle \Gamma }는 다음과 같은 데이터로 주어진다.
- 임의의 대상 {\displaystyle X\in {\mathcal {C}}}에 대하여, 집합족 {\displaystyle \Gamma (X)\subseteq \operatorname {Pow} (X)}
- 또한, 임의의 부분 집합 {\displaystyle B\subseteq Y} 및 사상 {\displaystyle f\colon X\to Y}에 대하여, 만약 {\displaystyle B\in \Gamma (Y)}라면 {\displaystyle f^{-1}(B)\in \Gamma (X)}이다.

구체적 범주 {\displaystyle {\mathcal {C}}} 위의 점류 {\displaystyle \Gamma }에 대하여, {\displaystyle {\check {\Gamma }}}는 다음과 같은 점류이다.
{\displaystyle {\check {\Gamma }}(X)=X\setminus \Gamma (X)}
이를 {\displaystyle {\boldsymbol {\Gamma }}}의 쌍대 점류(雙對點類, 영어: dual pointclass)라고 한다.:167, §22.A 또한, {\displaystyle {\mathcal {C}}} 위의 점류들의 집합 {\displaystyle \{\Gamma _{i}\}_{i\in I}}에 대하여,
{\displaystyle \bigcap _{i\in I}\Gamma _{i}\colon X\mapsto \bigcap _{i\in i}\Gamma _{i}(X)}
{\displaystyle \bigcup _{i\in I}\Gamma _{i}\colon X\mapsto \bigcup _{i\in i}\Gamma _{i}(X)}
역시 점류이다. 특히, {\displaystyle \Gamma \cap {\check {\Gamma }}}를 {\displaystyle \Gamma }의 모호 점류(模糊點類, 영어: ambiguous pointclass)라고 한다.:167, §22.A:114, §3D
흔히 {\displaystyle ({\mathcal {C}},F)}가 폴란드 공간과 연속 함수의 구체적 범주 {\displaystyle \operatorname {PolTop} }이거나, 또는 표준 보렐 가측 공간과 보렐 가측 함수의 구체적 범주 {\displaystyle \operatorname {stdBorelMeasbl} }를 사용한다.

## 성질
임의의 기수 {\displaystyle \kappa } 및 점류 {\displaystyle \Gamma }에 대하여, 다음 조건이 성립한다면, {\displaystyle \Gamma }가 {\displaystyle \kappa } 미만 합집합에 대하여 닫혀 있다고 한다.
- 임의의 대상 {\displaystyle X\in {\mathcal {C}}} 및 {\displaystyle {\mathcal {A}}\subseteq \Gamma (X)}에 대하여, 만약 {\displaystyle |{\mathcal {A}}|<\kappa }라면 {\displaystyle \textstyle \bigcup {\mathcal {A}}\in \Gamma (X)}이다.

임의의 기수 {\displaystyle \kappa } 및 점류 {\displaystyle \Gamma }에 대하여, 다음 조건이 성립한다면, {\displaystyle \Gamma }가 {\displaystyle \kappa } 미만 교집합에 대하여 닫혀 있다고 한다.
- 임의의 대상 {\displaystyle X\in {\mathcal {C}}} 및 {\displaystyle {\mathcal {A}}\subseteq \Gamma (X)}에 대하여, 만약 {\displaystyle |{\mathcal {A}}|<\kappa }라면 {\displaystyle \textstyle \bigcap {\mathcal {A}}\in \Gamma (X)}이다.

만약 {\displaystyle \Gamma ={\check {\Gamma }}}라면, {\displaystyle \Gamma }가 여집합에 대하여 닫혀 있다고 한다.

### 폴란드 공간의 점류
{\displaystyle ({\mathcal {C}},F)}가 폴란드 공간과 연속 함수의 구체적 범주 {\displaystyle \operatorname {PolTop} }인 경우를 생각하자.
{\displaystyle \operatorname {PolTop} } 위의 점류 {\displaystyle \Gamma }에 대하여, 다음 성질들을 정의하자.
- 임의의 폴란드 공간 {\displaystyle X} 및 집합렬 {\displaystyle A_{0},A_{1},\dots \subseteq X}에 대하여, {\displaystyle A\in X\times \mathbb {N} \iff \forall i\in \mathbb {N} \colon A_{i}\in \Gamma (X)}이라면, {\displaystyle \Gamma }가 합리적 점류(合理的點類, 영어: reasonable pointclass)라고 한다.:171, §22.C (여기서 {\displaystyle \mathbb {N} }은 자연수 집합으로 여긴 가산 무한 이산 공간이다.)

{\displaystyle \operatorname {PolTop} } 위의 점류 {\displaystyle \Gamma } 및 기수 {\displaystyle \kappa }가 다음 조건을 만족시킨다면, {\displaystyle \Gamma }가 {\displaystyle \kappa }-분리 성질(영어: {\displaystyle \kappa }-separation property)을 만족시킨다고 한다.:170, Definition 22.14
임의의 폴란드 공간 {\displaystyle X} 및 임의의 집합족 {\displaystyle \{A_{i}\}_{i\in I}\subseteq \Gamma (X)}에 대하여, 만약 {\displaystyle |I|<\kappa }이며 {\displaystyle \textstyle \bigcap _{i\in I}A_{i}=\varnothing }이라면, {\displaystyle \forall i\in I\colon A_{i}\subseteq B_{n}}이자 {\displaystyle \textstyle \bigcap _{i\in I}B_{i}=\varnothing }인 {\displaystyle B_{0},B_{1},\dots \in \Gamma (X)\cap {\check {\Gamma }}(X)}가 존재한다.
{\displaystyle \operatorname {PolTop} } 위의 점류 {\displaystyle \Gamma } 및 기수 {\displaystyle \kappa }가 다음 조건을 만족시킨다면, {\displaystyle \kappa }-축소 성질(영어: {\displaystyle \kappa }-reduction property)을 만족시킨다고 한다.:170, Definition 22.14
임의의 폴란드 공간 {\displaystyle X} 및 임의의 집합족 {\displaystyle \{A_{i}\}_{i\in I}\subseteq \Gamma (X)}에 대하여, 만약 {\displaystyle |I|<\kappa }이라면, 다음 세 조건을 만족시키는 집합족 {\displaystyle \{B_{i}\}_{i\in I}\subseteq \Gamma (X)}가 존재한다.
- {\displaystyle \forall i\in I\colon B_{i}\subseteq A_{n}}
- {\displaystyle \forall i,j\in I\colon i\neq j\implies B_{i}\cap B_{j}=\varnothing }
- {\displaystyle \textstyle \bigcup _{i\in I}A_{i}=\bigcup _{i\in I}B_{i}}

{\displaystyle \operatorname {PolTop} } 위의 점류 {\displaystyle \Gamma }가 만약 가산 합집합에 대하여 닫혀 있으며, 가산 축소 성질을 갖는다면, {\displaystyle {\check {\Gamma }}}는 가산 분리 성질을 갖는다.

### 균등화 성질

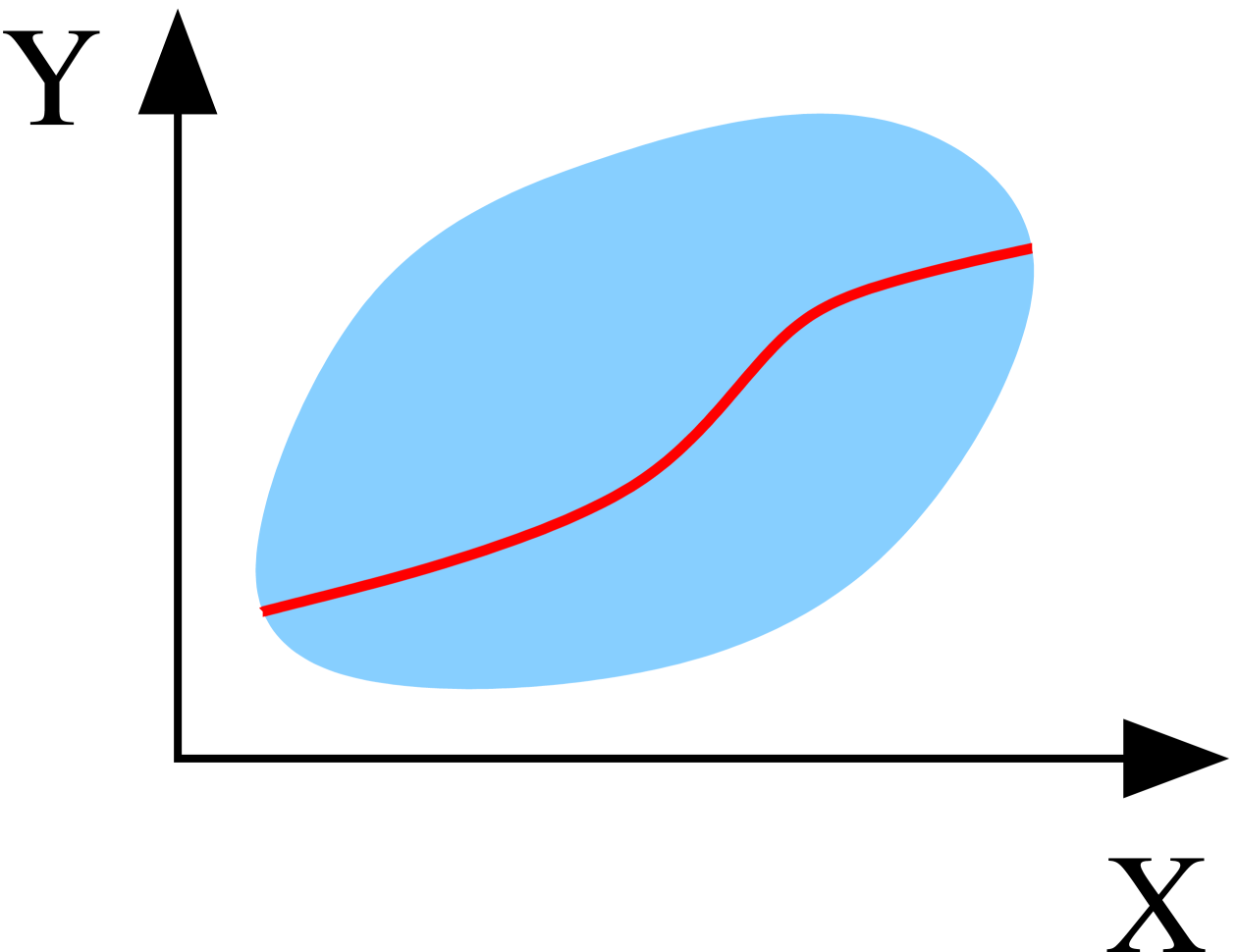
집합 (푸른색)의 균등화 (붉은색)

집합 {\displaystyle X}, {\displaystyle Y} 및 부분 집합 {\displaystyle R\subseteq X\times Y}가 주어졌다고 하자. 그렇다면, {\displaystyle R}의 균등화 집합(영어: uniformizing set) {\displaystyle S\subseteq R}은 다음 조건들을 만족시키는 집합이다.
- 임의의 {\displaystyle (x,y)\in R}에 대하여, {\displaystyle (x,y')\in S}인 {\displaystyle y'\in Y}가 유일하게 존재한다.

폴란드 공간 {\displaystyle Y}가 주어졌을 때, {\displaystyle \operatorname {PolTop} } 위의 점류 {\displaystyle \Gamma }가 다음 조건을 만족시킨다면, {\displaystyle Y}-균등화 성질({\displaystyle Y}-均等化性質, 영어: {\displaystyle Y}-uniformization property)을 만족시킨다고 한다.
임의의 폴란드 공간 {\displaystyle X}과 부분 집합 {\displaystyle R\in \Gamma (X\times Y)}에 대하여, {\displaystyle R}의 균등화 {\displaystyle S\in \Gamma (X\times Y)}가 존재한다.
모든 폴란드 공간 {\displaystyle Y}에 대하여 {\displaystyle Y}-균등화 성질을 만족시키는 점류의 경우, 균등화 성질을 만족시킨다고 한다.
그렇다면, {\displaystyle \operatorname {PolTop} } 위의 점류 {\displaystyle \Gamma }에 대하여, 다음 두 조건이 서로 동치이다.
- 합리적이며, 가산 분리 성질을 갖는다.
- 합리적이며, {\displaystyle \mathbb {N} }-균등화 성질을 갖는다. ({\displaystyle \mathbb {N} }은 가산 무한 이산 공간이다.)

### 계급 점류
구체적 범주 {\displaystyle {\mathcal {C}}} 위의 점류 {\displaystyle \Gamma }와 폴란드 공간 {\displaystyle X} 및 그 부분 집합 {\displaystyle A\subseteq X}가 주어졌다고 하자. 그렇다면, 함수 {\displaystyle \phi \colon A\to \operatorname {Ord} }에 대하여, 만약 다음 세 조건을 모두 만족시키는, {\displaystyle X} 위의 두 이항 관계 {\displaystyle \leq _{\phi }^{\Gamma }}, {\displaystyle \leq _{\phi }^{\check {\Gamma }}}가 존재한다면, {\displaystyle \phi }가 {\displaystyle A} 위의 {\displaystyle \Gamma }-계급 함수({\displaystyle \Gamma }-階級函數, 영어: {\displaystyle \Gamma }-rank)라고 한다.
- {\displaystyle \leq _{\phi }^{\Gamma }\in \Gamma (X^{2})}
- {\displaystyle \leq _{\phi }^{\check {\Gamma }}\in {\check {\Gamma }}(X^{2})}
- 임의의 {\displaystyle a\in A} 및 {\displaystyle x\in X}에 대하여, {\displaystyle (x\in A\land \phi (x)\leq \phi (a))\iff x\leq _{\phi }^{\Gamma }a\iff x\leq _{\phi }^{\check {\Gamma }}a}이다.

{\displaystyle \operatorname {PolTop} } 위의 점류 {\displaystyle \Gamma }가 다음 조건을 만족시킨다면, 계급 점류(영어: ranked pointclass)라고 한다.:171, Definition 22.14
임의의 폴란드 공간 {\displaystyle X} 및 {\displaystyle A\in \Gamma (X)}에 대하여, {\displaystyle \Gamma }-계급 함수가 존재한다.
계급 점류 {\displaystyle \Gamma }가 다음 조건들을 만족시킨다고 하자.
- 모든 열린닫힌집합들을 포함한다. 즉, {\displaystyle {\boldsymbol {\Delta }}_{1}^{0}\subseteq \Gamma }이다.
- 가산 교집합과 가산 합집합에 대하여 닫혀 있다.

그렇다면, {\displaystyle \Gamma }는 가산 축소 성질과 {\displaystyle \mathbb {N} }-균등화 성질과 가산 분리 성질을 만족시킨다.

### 눈금
폴란드 공간 {\displaystyle X}의 부분 집합 {\displaystyle A\subseteq X} 위의 계급 함수의 열 {\displaystyle (\phi _{i})_{i\in \mathbb {N} }}이 다음 조건을 만족시킨다면, 눈금(영어: scale)이라고 한다.
{\displaystyle A} 속의 임의의 점렬 {\displaystyle (a_{i})_{i<\omega }\subseteq A}에 대하여, 만약
- {\displaystyle (a_{i})_{i<\omega }}는 {\displaystyle X} 속에서 {\displaystyle x\in X}로 수렴하며,
- {\displaystyle \forall i\geq N\colon \phi _{n}(a_{i})=\lambda _{n}}이 되는 {\displaystyle N_{n}<\omega }와 {\displaystyle \lambda _{n}\in \operatorname {Ord} }가 존재한다면,

{\displaystyle x\in A}이자 {\displaystyle \forall i\in \mathbb {N} \colon \phi _{i}(x)\leq \lambda _{i}}이다.
{\displaystyle \operatorname {PolTop} } 위의 점류 {\displaystyle \Gamma } 및 폴란드 공간 {\displaystyle X} 및 그 부분 집합 {\displaystyle A\subseteq X} 및 {\displaystyle A} 위의 눈금 {\displaystyle (\phi _{i})_{i\in \mathbb {N} }}에 대하여, 만약 모든 {\displaystyle i\in \mathbb {N} }에 대하여 {\displaystyle \phi _{i}\colon A\to \operatorname {Ord} }가 {\displaystyle \Gamma }-계급 함수라면, {\displaystyle (\phi _{i})_{i\in \mathbb {N} }}를 {\displaystyle \Gamma }-눈금이라고 한다.
{\displaystyle \operatorname {PolTop} } 위의 점류 {\displaystyle \Gamma }가 다음 조건을 만족시킨다면, 눈금 점류(영어: scaled pointclass)라고 한다.:171, Definition 22.14
임의의 {\displaystyle A\in \Gamma }에 대하여, {\displaystyle A} 위의 {\displaystyle \Gamma }-눈금이 존재한다.
눈금 점류는 항상 계급 점류이다.
{\displaystyle \operatorname {stdBorelMeasbl} } 위의 눈금 점류 {\displaystyle \Gamma }가 다음 조건들을 만족시킨다고 하자.
- 모든 보렐 집합을 포함한다. 즉, {\displaystyle {\boldsymbol {\Delta }}_{1}^{1}\subseteq \Gamma }이다.
- 가산 합집합에 대하여 닫혀 있다.
- 유한 교집합에 대하여 닫혀 있다.
- (쌍대 사영에 대핟 닫힘) 임의의 {\displaystyle A\in \Gamma (X\times Y)}에 대하여, {\displaystyle \operatorname {\forall } ^{Y}(A)=\{x\in X\colon \{x\}\times Y\subseteq A\}\in \Gamma (X)}이다.

그렇다면, {\displaystyle \Gamma }는 균등화 성질을 갖는다.
즉, 만약 폴란드 공간의 점류 {\displaystyle \Gamma }가 다음 조건들을 만족시킨다고 하자.
- 모든 보렐 집합을 포함한다. 즉, {\displaystyle {\boldsymbol {\Delta }}_{1}^{1}\subseteq \Gamma }이다.
- 보렐 가측 함수의 원상에 대하여 닫혀 있다.
- 가산 합집합과 가산 교집합 및 쌍대 사영에 대하여 닫혀 있다.
- 합리적 점류이다.

그렇다면, 다음 함의 관계가 존재한다.
| 눈금 점류   | ⇒ | 계급 점류 | ⇒ | 가산 축소 점류                           | ⇒ | 가산 분리 점류의 쌍대 점류 |
| ⇓           |   |           |   | ⇳                                        |   |                            |
| 균등화 점류 | ⇒ | ⇒         | ⇒ | {\displaystyle \mathbb {N} }-균등화 점류 |   |                            |

### 주기성 정리
{\displaystyle \operatorname {stdBorelMeasbl} } 위의 점류 {\displaystyle \Gamma }가 다음 성질들을 만족시킨다고 하자.
- 모든 보렐 집합을 포함한다.
- 유한 교집합에 대하여 닫혀 있다.
- 유한 합집합에 대하여 닫혀 있다.
- 사영에 대하여 닫혀 있다.
- 임의의 {\displaystyle S\in \Gamma (\mathbb {N} ^{\aleph _{0}})\cap {\check {\Gamma }}(\mathbb {N} ^{\aleph _{0}})}에 대하여, {\displaystyle S}는 결정 집합이다.
- 눈금 점류이다.

그렇다면, 주기성 정리(영어: periodicity theorem)에 따르면, {\displaystyle \forall ^{\mathbb {N} ^{\aleph _{0}}}\Gamma } 역시 눈금 점류이다.:336–337, Theorem 39.8
특히, 사영 위계의 집합들은 결정 집합·눈금 점류 성질을 제외한 나머지를 만족시킨다. {\displaystyle {\boldsymbol {\Pi }}_{1}^{1}}은 눈금 점류이므로, 따라서 만약 사영 결정 공리를 가정할 경우, {\displaystyle {\boldsymbol {\Pi }}_{2n+1}^{1}}과 {\displaystyle {\boldsymbol {\Sigma }}_{2n+2}^{1}}는 눈금 점류가 된다.

## 예
보렐 위계의 단계들 {\displaystyle {\boldsymbol {\Delta }}_{\alpha }^{0}}, {\displaystyle {\boldsymbol {\Sigma }}_{\alpha }^{0}}, {\displaystyle {\boldsymbol {\Pi }}_{\alpha }^{0}}은 {\displaystyle \operatorname {PolTop} } 위의 점류를 이룬다 (즉, 연속 함수에 대한 원상에 대하여 닫혀 있다).
사영 위계의 단계들 {\displaystyle {\boldsymbol {\Delta }}_{n}^{1}}, {\displaystyle {\boldsymbol {\Sigma }}_{n}^{1}}, {\displaystyle {\boldsymbol {\Pi }}_{n}^{1}}은 {\displaystyle \operatorname {PolTop} } 위의 점류를 이루며, 또한 {\displaystyle \operatorname {stdBorelMeasbl} } 위의 점류를 이룬다 (즉, 보렐 가측 함수에 대한 원상에 대하여 닫혀 있다).